# 林文堂
林文堂（1974年6月28日—）是一位中華民國職業高爾夫球員，主要活躍於亞洲高爾夫球巡迴賽與歐洲高爾夫球巡迴賽，也是中華民國史上最出色的男子高爾夫球員之一。

## 生平
林文堂出生於高爾夫球世家，父親、叔叔與兩個兄弟都是職業高爾夫球員。他在1996年轉入職業，然後在1998年首次獲得台豐公開賽冠軍。林文堂也在1998年首次參加亞洲高爾夫球巡迴賽，並在2006年以低於標準杆13杆的成績獲得台灣高爾夫公開賽冠軍。他在2007年與2008年則獲得3項亞洲高爾夫球巡迴賽冠軍，包括在香港公開賽以低於標準杆19杆的成績擊敗羅伊·麥克羅伊（Rory McIlroy）獲得生涯首次歐洲高爾夫球巡迴賽冠軍。
林文堂在2008年4月首次進入世界前100名，並在2009年首次在美國名人賽亮相。

## 外部連結
- 林文堂 （页面存档备份，存于） 在亞洲高爾夫球巡迴賽官方網站
- 林文堂 （页面存档备份，存于）在歐洲高爾夫球巡迴賽官方網站
- 林文堂 （页面存档备份，存于）在男子高爾夫世界排名官方網站
- 林文堂 （页面存档备份，存于）在PGA巡迴賽官方網站